# スーパーカリフラジリスティックエクスピアリドーシャス
「スーパーカリフラジリスティックエクスピアリドーシャス」（英語: Supercalifragilisticexpialidocious）は、1964年の映画『メリー・ポピンズ』の劇中で歌われる楽曲の名前である。この34文字の英字で表されるフレーズは本来固有名詞であるが、同楽曲が広まった後には一般的にも形容詞として使われるようにもなった。
英語の長大語のひとつとして知られており、2007年4月に開催された携帯メールの早打ちを競うLG National Texting Championshipにおいて決勝戦の題目として用いられた。

## 劇中での使用
この曲では、困難な状況を説明する言葉、そして人生を向上するための魔法の言葉として、この単語を使う場面が描写されている。またこの曲は、劇中のアニメーション場面で登場し、メリー・ポピンズが競馬で勝利した後にレポーター達の取材攻勢を受ける場面で、ある質問に対して今の彼女の気持ちをうまく説明できないときに歌われる。そんな時でもメリー・ポピンズは動じず、彼女が知っているある単語についての歌を歌い始める（Supercalifragilisticexpialidocious）。
日本語訳の歌詞は、劇中（DVD吹き替え版）で使用されたもの（片桐和子の訳詞）とサウンドトラック盤に収録されているもの（高沢明の訳詞）では異なる。劇中で流れたものは1番ではバートがこの単語から受けた影響について、2番ではこの単語が世界で高評価を受けていることについて歌われているが、サウンドトラック盤のものはその順番が逆になっており、歌詞も異なる。その他の訳詞も存在する（海野洋司の訳詞のものなど）。

## 語源
この曲の作曲者の一人であるロバート・シャーマンは、「この単語はよくあるでたらめな言葉（英: gibberish）である」と言っている。また、この映画『メリー・ポピンズ』の主演女優ジュリー・アンドリュースは、当時の夫トニー・ウォルトンが曲の最後のほうで聞こえる言葉「dociousaliexpilisticfragicalirupus」を逆さにして考案したと語っている（もっとも厳密には、実際の文字の順番が逆になったというよりは、音節だけが逆になっている）。
1965年、2人の作曲者がディズニー映画の製作者に対して訴訟を起こした。彼らはこの曲が彼らの 1951年の楽曲「Supercalafajalistickespeealadojus」の著作権を侵害していると申し立てたが、敗訴している。

## 派生
2000年、英国の新聞社『ザ・サン』は、有名なスコットランド・カップにおける大逆転劇を報じる見出しとして、この語の発音にかけて「Super Caley go Ballistic, Celtic are Atrocious」といった見出しを書いている。Caley は ケイリー・シッスルFC、Celtic はセルティックFCを指し、大まかには「スーパー・ケイリー急上昇、セルティックはひどい様」との意味になる。
サイコビリーのバンドであるエルビス・ヒトラーは、1992年に「Supersadomasochisticexpialidocious」という名前のアルバムを発表している。
またプリンスは『ブラック・アルバム』で「Superfunkycalifragisexy」という曲も発表している。
テレビアニメの『ザ・シンプソンズ』では、「Simpsoncalifragilisticexpiali(Annoyed-Grunt)cious」というタイトルのエピソードがあり、『メリー・ポピンズ』のパロディが行われた。このタイトルは、初期のシンプソンズの脚本のタイトルを引用しており、ホーマー・シンプソンの今や有名な D'oh!という感嘆音（英: annoyed grunt）を「～エクスピアリドゥーシャス」のドゥーの部分に置き換えた言葉遊びである。また、科学ネタの用語として supercalifragilistics をしばしば利用している。
この楽曲は、よく替え歌としても使われる。最近では、キャピタル・ステップ（政治風刺のパロディを行うグループ）が、「SuperCaliforniaRecallFreakShowWasAtrocious」（2003年）、「SuperJealousFragileMissWithSexualNeurosis」（1998年）という作品を発表している。また、アマチュア・トランスプランツの「Paracetamoxyfrusebendroneomycin」（2004年）という作品もある。ザ・バンダルズは、アルバム「Live Fast Diarrhea」で、曲は異なるがすべての単語をフィーチャーしたカバーを発表した。
日本では、1980年代のロックグループBOØWYがアルバム『BEAT EMOTION』（1986年）で「SUPER-CALIFRAGILISTIC-EXPIARI-DOCIOUS」という曲を発表している。
また［Alexandros］は旧バンド名の[Champagne]時代の2010年に「Disney Rocks!!」でSupercalifragilisticexpialidociousを披露した。
海外では、ロックグループスカーズ・オン・ブロードウェイのアルバム『スカーズ・オン・ブロードウェイ』（2008年）に収録されている「Stoner-Hate」の曲中に、「Supercalifragilisticexpialidocious」という歌詞が登場する。
また日本では、グローバルボーイズグループJO1の6thシングル『MIDNIGHT SUN』（2022年）に収録されている「SuperCali」の曲中に、「Supercalifragilisticexpialidocious」という歌詞が登場する。
2021年、Appleは自社のスマートフォン「iPhone 13」製品紹介において、搭載されるSuper Retina XDRディスプレイのキャッチコピーを「SupercolorpixelisticXDRidocious.」と付けた。「califragilistic」が「colorpixelistic」、「expiali」が「XDRi」と、それぞれディスプレイにまつわる単語に置き換えられている。日本語訳は「スーパーキラキラカラフルクッキリディスプレイ」。

## カバー
- フレディ&ザ・ドリーマーズ ｰ 1966年のアルバム『In Disneyland』に収録
- クインテット (テレビ番組) - シャープ、アリア、アキラ、フラット、スコア、チーボー
- コレナンデ商会 - ジェイ、ターキー、キーウィ、ブルブル、ナンデー、サンデー
- でんぱ組.inc - コンピレーション『ディズニー・ロックス!!! ガールズ・パワー!』収録（2014年）
- [ALEXANDROS] - 『ROCK IN DISNEY 〜REMEMBER ROCK』収録（2018年）